# Tweede Kamerverkiezingen 1869
De Tweede Kamerverkiezingen 1869 waren periodieke Nederlandse verkiezingen voor de Tweede Kamer der Staten-Generaal. Zij vonden plaats op 8 juni 1869.
Nederland was verdeeld in 41 kiesdistricten, waarin 80 leden van de Tweede Kamer gekozen werden. Een kiezer bracht evenveel stemmen uit als er afgevaardigden in zijn kiesdistrict gekozen werden. Om gekozen te worden moest een kandidaat minimaal de districtskiesdrempel behalen.
De verkiezingen werden gehouden vanwege het periodiek aftreden van 38 leden van de Tweede Kamer van wie de zittingstermijn afliep op 19 september 1869. Tevens werden verkiezingen gehouden voor vijf nieuwe zetels vanwege de uitbreiding van de Tweede Kamer van 75 naar 80 leden; de hierbij betrokken kiesdistricten waren Sneek (van twee naar drie afgevaardigden), Boxmeer en Tiel (beide van een naar twee afgevaardigden) en de nieuw ingestelde kiesdistricten Brielle en Haarlemmermeer (beide een afgevaardigde). 
In vijf kiesdistricten was een tweede verkiezingsronde benodigd tussen de twee hoogstgeplaatste (niet-direct gekozen) kandidaten uit de eerste ronde vanwege het niet-behalen van de districtskiesdrempel. Deze tweede ronde vond plaats op 22 juni 1869.

## Uitslag

### Opkomst
|                  | 1868    | 1868      | 1869   | 1869  |
| # stemmen        | %       | # stemmen | %      |       |
| ---------------- | ------- | --------- | ------ | ----- |
| Kiesgerechtigden | 100.110 |           | 97.201 |       |
| Niet opgekomen   | 34.578  | 34,54     | 31.666 | 32,58 |
| Opkomst          | 65.532  | 65,46     | 65.535 | 67,42 |

### Verkiezingsuitslag naar groepering
| Groepering                | Zetels | Zetels | Zetels | Zetels | Zetels | Zetels |
| Groepering                | 1868   | Af     | Bij    | Bij    | 1869   | +/−    |
| ------------------------- | ------ | ------ | ------ | ------ | ------ | ------ |
| liberalen                 | 20     | 8      | 13     | 1      | 27     | +6     |
| thorbeckianen             | 19     | 13     | 12     | 2      | 19     | +1     |
| conservatieven            | 19/18  | 8      | 6      |        | 16     | −2     |
| conservatief-katholieken  | 8      | 4      | 4      | 1      | 9      | +1     |
| antirevolutionairen       | 3/4    | 1      | 1      |        | 4      | 0      |
| conservatief-protestanten | 3      | 2      | 1      | 1      | 3      | 0      |
| conservatief-liberalen    | 3      | 2      | 1      |        | 2      | −1     |
| totaal                    | 75     | 38     | 38     | 5      | 80     | +5     |

### Gekozen leden
Vanwege de uitbreiding van het zetelaantal van de Tweede Kamer werden de volgende vijf leden gekozen:
- in het kiesdistrict Boxmeer: Leopold Haffmans (conservatief-katholieken);
- in het kiesdistrict Brielle: Karel Rombach (thorbeckianen);
- in het kiesdistrict Haarlemmermeer: Jan Rutgers van Rozenburg (liberalen);
- in het kiesdistrict Sneek: Wieger Idzerda (thorbeckianen);
- in het kiesdistrict Tiel: Theo van Lynden van Sandenburg (conservatief-protestanten).

Bij de periodieke verkiezingen werden 29 leden herkozen. De stemmingen voor de overige negen vacatures hadden de volgende resultaten:
- in het kiesdistrict Alkmaar versloeg Willem Knoop (52,2%, liberalen) het aftredende lid Cornelis van Foreest (47,6%, conservatief-protestanten);

- in het kiesdistrict Amersfoort versloeg Jan van Loon (51,6%, antirevolutionairen) het aftredende lid Jan van Goltstein (46,2%, conservatieven);

- in het kiesdistrict Amsterdam versloegen Thomas Stieltjes (64,3%, liberalen) en Michiel de Lange (57,4%, liberalen) het aftredende lid Menso Pijnappel (40,2%, conservatief-liberalen); Jan Rochussen (conservatieven), een tweede aftredend lid in dit district, had aangegeven niet herkiesbaar te zijn;

- in het kiesdistrict Breda versloeg Aloysius Luyben (61,9%, conservatief-katholieken) het aftredende lid Petrus Hollingerus Pijpers (37,6%, thorbeckianen);

- in het kiesdistrict Hoorn werd Dirk van Akerlaken (liberalen) gekozen in de vacature ontstaan door het periodiek aftreden van Jeronimo de Bosch Kemper (conservatief-liberalen) die had aangegeven niet herkiesbaar te zijn;

- in het kiesdistrict Roermond was Leopold Haffmans (conservatief-katholieken) periodiek aftredend. Hij stelde zich niet meer in Roermond kandidaat, maar wel in het kiesdistrict Boxmeer waar hij gekozen werd[10]. In de hierdoor in Roermond ontstane vacature werd Willem Pijls (conservatief-liberalen) gekozen;

- in het kiesdistrict Tiel werd Johannes Hasselman (conservatieven) gekozen in de vacature ontstaan door het aftreden van Willem van Lidth de Jeude (conservatieven) die had aangegeven niet herkiesbaar te zijn;

- in het kiesdistrict Zwolle versloeg Johannes Sandberg (56,7%, liberalen) het aftredende lid Jan Gefken (43,0%, antirevolutionairen).

De zittingsperiode van de Tweede Kamer ging in op 20 september 1869. De zittingstermijn van Tweede Kamerleden bedroeg vier jaar.